# ラージプーターナー飢饉 (1869年)
1869年のラージプーターナー飢饉（1869ねんのラージプーターナーききん、英語: Rajputana famine of 1869）とは、1869年にラージプーターナー藩王国を中心とし、イギリス領インド帝国の直轄領であったアジュメール、グジャラート、デカン高原北部、中央州及びベラール（後のマディヤ・プラデーシュ州にほぼ相当）、連合州（後のウッタル・プラデーシュ州）、パンジャーブ州の範囲、おおよそ75万平方km、居住人口4450万人の地域に発生した飢饉のことである。

## 原因
1868年の夏のモンスーンの季節、この地域では吹き始めるのが例年に比べて著しく遅く、8月のみしか吹かなかった。このことから、雨量不足が深刻となり、ラージャスターン地方の食料が不足する事態となった。食糧を輸入しようにも、当時のインフラストラクチャーが貧弱だったこともあり、ラクダによる輸送が限度であり、また、ラージプートの一部の藩王国はアクセスが困難である地域もあった。
飢餓に苦しむラージプーターナーの多くの人々が、家畜とともに、移住を余儀なくされた。例えば、マールワール（en）の場合では、人口の3分の2が移住したとされている。しかし、彼らの多くは帝国政府の直轄領であるアジュメールには赴こうとはしなかった。アジュメールでは、飢饉対策が施されていたにもかかわらずである。その結果、多くの人々が食料を求めて、さまようこととなった。
1868年の冬にはコレラが流行し、多くの人々の体力を蝕み、1869年の春の収穫も皆無に等しかった。1869年5月、初期に移住を開始していた人々は、自らの出てきた村へ戻り始めた。彼らは、今年こそは雨が降ると信じて戻ったのであるが、期待は裏切られ、7月中旬まで、雨はほとんど降ることなく、飢餓のために命を落とすこととなった。
1869年も9月から10月の間には来春の春の収穫を保障してくれる雨が降った。しかし、この降雨により、マラリアが流行することとなり、多くの人々が命を落とすこととなった。
最終的に、この地域の飢餓状態が脱するようになったのは、予想されていた収穫が確保できた1870年春のことであった。

## 救援活動
この飢饉の救援活動に関しては、1866年に発生したオリッサの飢饉の失敗と同様に、批判が展開された。1868年の早い段階で、イギリス領インド帝国政府は、直轄領であるアジュメール、この飢饉の範囲においては東に位置するアーグラー近郊においては、救援活動を実施し、その費用は、アジュメールでは、救援活動だけで490万ルピーを投下している。一方、藩王国の統括地域であったため、ラージプーターナー地方のそれぞれの藩王国は救援活動に資本を投下することはなく、せいぜいウダイプル藩王国が50万ルピーを投下したに過ぎなかった。結果として、飢饉の最終段階では、藩王国からイギリス直轄領に人々が移動することとなり、帝国政府の救援活動の能力を超える事態となった。
この期間で、ラージプーターナーが失った人口は大きく、おおよそ150万人以上が死亡したとされる。